# Monnaie unique
Pour les articles homonymes, voir Monnaie (homonymie) et Unique.
Une monnaie unique est une monnaie partagée par plusieurs États et qui remplace les monnaies nationales et plus généralement une monnaie qui sert de moyen de paiement dans une zone géographique donnée. Dans le cadre de plusieurs États, elle accompagne un processus d'intégration monétaire beaucoup plus poussé que dans le cas d'une monnaie commune qui ne remplace pas les monnaies nationales.

## Fonctionnement d'une monnaie unique
La monnaie unique d'une zone économique et monétaire est gérée par la banque centrale de cette zone. Elle remplace les monnaies nationales, d'état ou locales.
Les transactions internes à la zone se font à l'aide de cette monnaie unique.

## L'exemple de l'Union européenne
Lorsque l'Union européenne a décidé de se doter d'une monnaie, s'est posée la question de la configuration à adopter. Elle n'a pu se référer à aucune expérience passée. « La construction européenne constitue un défi théorique… Les tentatives de conceptualisation de l'entreprise communautaire résistent aux modèles connus (État, confédération, fédération) ».

### Le choix d’une monnaie unique
La possibilité de se contenter d’une monnaie commune à la place d’une monnaie unique a été évoquée. M Lagayette, Sous-Gouverneur à la Banque de France lors d’un colloque précise : « Même s'il existe des réserves théoriques, c'est bien sur cette hypothèse (taux de change fixes en Europe) que (s'est penchée) la Commission ». M. Raymond, alors Directeur général des Études à la Banque de France avait spécifié : « On pourrait se contenter de geler les taux de change déflatés… Toutefois les pays qui l'ont adopté (taux de change fixes mais déflatés) y ont vu le moyen de mener des politiques permissives ».
L’objectif de la création de la zone monétaire était d’accélérer l’intégration marchande et réduire la dépendance vis-à-vis du dollar.

### Le débat

#### Europe fédérale ou Europe des nations
L’un des objectifs d’une Europe fédérale, selon ses partisans, est d’atteindre un poids déterminant pour influer dans la gestion des affaires mondiales politiques et économiques. Le remplacement de la monnaie unique par une monnaie commune pourrait être interprété comme :
- une régression par rapport à cet objectif. Renoncer à la monnaie unique en adoptant une monnaie commune non unique représenterait un abandon de fait de cet objectif ;
- un moyen de parer provisoirement aux défauts majeurs de l’UEM sur les plans économiques et démocratiques en conservant les avantages de la monnaie unique sur le plan monétaire international. La monnaie commune ne serait qu’un stade intermédiaire permettant de revenir, après harmonisation des économies, à la monnaie unique[6] ;
- le refus d’une Europe fédérale[6].

Pour les partisans d’une Europe des nations le recours à une monnaie commune permet aux pays de conserver un maximum de souveraineté tout en gardant les avantages d’une monnaie de poids au niveau international.

#### L'intégration marchande
La monnaie unique permettait l’intégration marchande totale. Les coûts de transaction entre les monnaies étaient supprimés devant rapporter selon le rapport Cecchini 19 milliards d’écus d’économie. La monnaie unique réalisait aussi un grand marché intégré favorable à la création de grandes entreprises susceptibles de se lancer ensuite sur le marché mondial. Ceux des économistes qui estimaient que la zone euro n’était pas une zone monétaire optimale et ne répondait pas aux critères de Mundell proposaient une monnaie commune moins ambitieuse mais permettant aux pays de se rapprocher progressivement des critères définis par Mundell. Cette monnaie commune garantissait la parité en pouvoir d’achat des monnaies des différents pays, ce qui favorisait les échanges marchands. Elle empêchait également les spéculations monétaires à l’intérieur de la zone ainsi que les spéculations extérieures à la zone sur la monnaie d’un pays.
Cependant, la monnaie commune ne permet pas une intégration marchande aussi poussée que la monnaie unique.

#### La souveraineté monétaire
En monnaie commune les pays conservent leur souveraineté monétaire. Celle-ci permet à chaque pays de pratiquer une politique monétaire conforme à ses besoins, sous condition qu’elle ne puisse nuire à ses partenaires. La monnaie unique implique une politique monétaire unique. Celle-ci, déterminée par la Banque centrale européenne, tient compte de la zone dans son ensemble. Elle ne correspond pas à la situation spécifique de chacun des pays. Les partisans de la monnaie unique avancent que la souveraineté monétaire d’un pays est une illusion compte tenu de la mondialisation des échanges et de la déréglementation financière.

#### L'hétérogénéité des pays dans la zone
Cette hétérogénéité peut provenir de différents facteurs. Il y a l’hétérogénéité au moment de la création de l’union. Elle doit être prise en considération au départ dans la fixation des taux de change. Elle peut provenir en cours de route par des chocs asymétriques qui altèrent les équilibres des balances commerciales. Elle peut enfin être le résultat de la politique économique et monétaire de la zone en cas de monnaie unique. Grjébine, en 1991, prévoyait deux scénarios dans le cas d’une monnaie unique. Le premier, optimiste, diminuerait l’hétérogénéité des pays à l’intérieur de la zone. Le second, pessimiste, l’augmenterait. Grjébine préconisait d’opter d’abord pour une monnaie commune où des ajustements de taux de change permettaient l’harmonisation des niveaux de développement au sein de l’espace européen. De fait l’euro unique a aggravé les divergences entre les pays. Cette évolution, non compensée au titre de la solidarité, menace la cohésion de l’union. Les régulationnistes remarquent que si les institutions ne sont pas en phase avec l’ordre économique et ne permettent pas le développement, le régime est instable. L’équilibre du rapport social est rompu. S’ouvre une période de crises.
Quoique difficile à pratiquer la solidarité entre pays de l’UEM progresse et devrait permettre une diminution de l’hétérogénéité. Les tenants de la monnaie unique remarquent que le développement d’un de pays de l’UEM profite également aux autres pays et contribue à diminuer les hétérogénéités.

#### La gestion de l'hétérogénéité
La gestion de l’hétérogénéité est indispensable en union monétaire. Celle-ci n’a d’intérêt économique pour un pays que si elle lui permet d’obtenir de meilleures performances que s’il n’en faisait pas partie.
En monnaie unique l’hétérogénéité entre pays de la zone est similaire à celle entre régions dans un pays. Dans ce dernier cas elle est gérée par le budget de l’État. À travers la fiscalité les régions riches contribuent davantage au budget que les régions pauvres. Les prestations sociales régies nationalement profitent plus aux régions pauvres qu’aux régions riches. En France la délégation interministérielle à l’aménagement du territoire et à l’attractivité régionale est chargée en outre de réduire l’hétérogénéité entre régions. Dans une union monétaire à monnaie unique la gestion de l’hétérogénéité passerait donc, au minimum, par un budget commun important et par une redistribution ciblée.
En monnaie commune la souveraineté économique et monétaire des pays permet des politiques différenciées visant à diminuer l’hétérogénéité dans la zone. Cela peut ne pas être suffisant. Les ajustements par les taux de change ne sont plus possibles. Or les déficits commerciaux d'un pays lui posent « des problèmes de solvabilité et de dépendance ». Jacques Sapir propose de « procéder à des dévaluations et des réévaluations concertées ». Pour Gabriel Galand une mécanique à seuil doit contraindre un pays excédentaire à dépenser son excédent soit par des achats de produits ou des investissements dans un pays débiteur, soit par une aide financière. André Grjébine, s'inspirant du plan Keynes de 1943, préconise de confier les devises excédentaires à la Banque centrale européenne en les assortissant de taux d'intérêt diminuant avec l'importance des avoirs et pouvant même devenir négatifs. Ces dispositifs visent à rendre économiquement homogènes les pays de la zone.
La gestion de l’hétérogénéité peut également être solutionnée en monnaie unique dans le cadre d’une Europe fédérale ou par des transferts.

## Zone Franc CFA
La zone du franc CFA est, depuis sa création en 1958, la devise officielle des six États membres de la Communauté économique et monétaire de l'Afrique centrale. Il est divisé en cent centimes.
Son équivalent en Afrique de l'Ouest est également le franc CFA (UEMOA) mais, bien que les taux de conversion vis-à-vis de l'euro (auquel les deux monnaies sont arrimées) soient identiques (655,957 francs pour 1 euro[Note 1]), leur usage n'est pas interchangeable (on ne peut donc payer en Franc CFA UEMOA des produits vendus en Afrique centrale).
Le 21 décembre 2019, à Abidjan, Emmanuel Macron et Alassane Ouattara annonce l'hypothèse de la disparition du franc CFA (UEMOA). Il devrait être remplacé par l'eco le 1er juillet 2020. Cette décision s'accompagne de deux changements : la suppression du compte d’opération à la Banque de France et des sièges occupés par les représentants français au sein des instances de la BCEAO. En contrepartie dans un premier temps, la Banque de France assurera la parité entre l'eco et l'euro.
Le 20 mai 2020, la fin du Franc CFA est validée par l'adoption d'un projet de loi qui sera soumis à l’Assemblée nationale et au Sénat français qui entérine cette monnaie commune par le Conseil des Ministres français, le 20 mai 2020. La Banque Centrale des États de l'Afrique de l'Ouest (BCEAO) ne sera plus obligée de déposer la moitié de ses réserves de change auprès du Trésor Public français.
Le 10 décembre 2020, la France ratifie la loi portant sur la réforme du franc CFA de l'UEMOA apportant d'importants changements.
La nouvelle monnaie unique ouest-africaine (Eco) devait voir le jour au troisième trimestre 2020, mais la crise de la Covid-19 alliée à une hausse du déficit budgétaire des membres de l’UEMOA et à l'inflation a paralysé le projet. Le 19 juin 2021, les chefs d’État des quinze pays de la Communauté économique des État d’Afrique de l’Ouest (CÉDÉAO) décidaient du lancement de l’eco et ont mis en place une feuille de route pour un lancement en 2027.